# Bloop

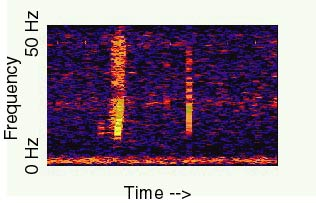
Spektrogram bloopa

Bloop – nazwa nadana podwodnemu dźwiękowi o ultraniskiej częstotliwości nieznanego pochodzenia, zarejestrowanemu w 1997 roku przez amerykańską National Oceanic and Atmospheric Administration (NOAA).

## Analiza
Dźwięk został zarejestrowany kilkakrotnie przez zdemobilizowany wojskowy system Sound Surveillance System i został umiejscowiony w odległym punkcie na Pacyfiku, na zachód od południowego krańca Ameryki Południowej.
NOAA opisuje bloop jako dźwięk o wzrastającej przez ponad minutę częstotliwości, zarejestrowany przez wiele czujników odległych do pięciu tysięcy kilometrów od miejsca jego wystąpienia. Naukowcy NOAA wykluczają, aby dźwięk mógł być wywołany przez wytwory myśli technicznej człowieka, jak chociażby okręty podwodne czy bomby, jak również znane ludzkiej nauce organizmy morskie. Jest on kilkukrotnie silniejszy od najgłośniejszego znanego dotychczas dźwięku pochodzenia biologicznego, wydawanego przez płetwala błękitnego. Doktor Christopher Fox z NOAA zasugerował, że może mieć on związek z odrywaniem się lodowców na Antarktydzie.
NOAA zarejestrowała jeszcze pięć innych dźwięków nieznanego pochodzenia, którym nadano nazwy Julia, Train, Slow Down, Whistle i Upsweep.

## Bloop w fikcji
- W materiałach promujących film Projekt: Monster dźwięk przypisany został pojawiającemu się weń potworowi, znanemu jako clover[8].
- W powieści The Loch Steve’a Altena dźwięk wydawany jest przez nieznany gatunek węgorzy.
- W powieści Fluke, or, I Know Why the Winged Whale Sings Christophera Moore’a jest to dźwięk wydawany przez kolonię istot zwanych Goo.
- W powieści Odwet oceanu(inne języki) Franka Schätzinga dźwiękiem tym posługuje się rasa inteligentnych istot Yrr.
- Miłośnicy twórczości H.P. Lovecrafta twierdzą, że dźwięk wydawany jest przez śpiącego Cthulhu. Wiąże się to z twierdzeniem, że w odległości około dwóch tysięcy kilometrów od jego występowania rzekomo położone jest fikcyjne miasto R’lyeh, gdzie śpi owa istota (Lovecraft podaje tę lokalizację w opowiadaniu Zew Cthulhu).